# Сховище вибухових речовин
Сховище вибухових речовин (базове) — сукупність сховищ вибухових матеріалів (ВМ), які надходять з заводів-виготівників для постачання витратних складів ВМ. C.в.р.б. споруджують поверхневим, напівзаглибленим або заглибленим (до 15 м). Гранична ємність С.в.р.б., як правило, не перевищує тримісячних потреб. У залежності від різновиду ВМ гранична ємність окремих сховищ складає: для ВМ з вмістом рідинних нітроефірів понад 15%, нефлегматизованого гексогену, тетрилу — 60 т; для аміачно-селітряних ВМ, тротилу і його сплавів з нітросполуками, ВМ з вмістом рідинних нітроефірів до 15% — 240 т; пороху димного і бездимного — 130 т; детонуючого шнура і детонаторів (маса з тарою) — 120 т, вогнепровідного шнура — без обмежень.